# بخش سوکره
شهرستان سوکره (به اسپانیایی: Sucre Department) یک سکونتگاه مسکونی در کلمبیا است که در کلمبیا واقع شده‌است.

## خصوصیات
شهرستان سوکره ۱۰٬۹۱۷ کیلومترمربع مساحت و ۸۳۴٬۹۲۷ نفر جمعیت دارد.